# Letni Puchar Świata w narciarstwie alpejskim kobiet 2015
Letni Puchar Świata w narciarstwie alpejskim kobiet to kolejna edycja tej imprezy. Cykl ten rozpoczął się w austriackim kurorcie Rettenbach 30 maja 2015 roku, a zakończył się 23 sierpnia 2015 roku też w Austrii w Kaprun.
Obrończynią Kryształowej Kuli była reprezentantka Austrii Kristin Hetfleisch. W tym sezonie jednak najlepsza okazała się Słowaczka Barbara Míková.

## Podium zawodów

### Indywidualnie
| Lp  | Data             | Miejscowość  | Dyscyplina      | 1. Miejsce         | 2. Miejsce                          | 3. Miejsce         |
| --- | ---------------- | ------------ | --------------- | ------------------ | ----------------------------------- | ------------------ |
| 1.  | 30 maja 2015     | Rettenbach   | Gigant          | Jaqueline Gerlach  | Karolina Rasovska                   | Kristin Hetfleisch |
| 2.  | 31 maja 2015     | Rettenbach   | Superkombinacja | Daniela Krueckel   | Barbara Míková                      | Kristin Hetfleisch |
| 3.  | 31 maja 2015     | Rettenbach   | Supergigant     | Daniela Krueckel   | Barbara Míková                      | Jaqueline Gerlach  |
| 4.  | 4 lipca 2015     | Predklasteri | Gigant          | Kristin Hetfleisch | Barbara Míková                      | Yukiyo Shintani    |
| 5.  | 5 lipca 2015     | Predklasteri | Slalom          | Barbara Míková     | Karolina Rasovska                   | Ilaria Sommavilla  |
| 6.  | 17 lipca 2015    | Ravascletto  | Slalom          | Adela Kettnerova   | Jaqueline Gerlach                   | Kristin Hetfleisch |
| 7.  | 18 lipca 2015    | Ravascletto  | Slalom          | Jaqueline Gerlach  | Barbara Míková                      | Kristin Hetfleisch |
| 8.  | 6 sierpnia 2015  | Dizin        | Supergigant     | Barbara Míková     | Antonella Manzoni                   | Kristin Hetfleisch |
| 9.  | 7 sierpnia 2015  | Dizin        | Gigant          | Barbara Míková     | Jaqueline Gerlach                   | Antonella Manzoni  |
| 10. | 15 sierpnia 2015 | Marbachegg   | Gigant          | Kristin Hetfleisch | Barbara Míková                      | Jaqueline Gerlach  |
| 11. | 16 sierpnia 2015 | Marbachegg   | Supergigant     | Barbara Míková     | Adela Kettnerova Kristin Hetfleisch | –                  |
| 12. | 21 sierpnia 2015 | Kaprun       | Supergigant     | Adela Kettnerova   | Kristin Hetfleisch                  | Jaqueline Gerlach  |
| 13. | 22 sierpnia 2015 | Kaprun       | Superkombinacja | Adela Kettnerova   | Barbara Míková                      | Kristin Hetfleisch |
| 14. | 22 sierpnia 2015 | Kaprun       | Supergigant     | Adela Kettnerova   | Barbara Míková                      | Antonella Manzoni  |
| 15. | 23 sierpnia 2015 | Kaprun       | Gigant          | Kristin Hetfleisch | Jaqueline Gerlach                   | Barbara Míková     |

## Klasyfikacja generalna
Klasyfikacja po zakończeniu sezonu
| Lp. | Zawodnik           | Punkty |
| --- | ------------------ | ------ |
| 1.  | Barbara Míková     | 1155   |
| 2.  | Kristin Hetfleisch | 1095   |
| 3.  | Jaqueline Gerlach  | 870    |
| 4.  | Daniela Krueckel   | 564    |
| 5.  | Adela Kettnerova   | 560    |
| 6.  | Karolina Rasovska  | 544    |
| 7.  | Dominika Dudikova  | 499    |
| 8.  | Ingrid Hirschhofer | 480    |
| 9.  | Antonella Manzoni  | 320    |
| 10. | Ilaria Sommavilla  | 291    |
| 11. | Monica Ferrighetto | 230    |
| 12. | Chiara Milesi      | 65     |
| 13. | Yukiyo Shintani    | 60     |
| 14. | Petra Ivankova     | 29     |
| 15. | Glenda Adami       | 22     |